# Le chat connaît l'assassin
Pour les articles homonymes, voir The Late Show.
Pour plus de détails, voir Fiche technique et Distribution.
Le chat connaît l'assassin (The Late Show) est un film américain réalisé par Robert Benton, sorti en 1977.

## Fiche technique
- Titre original : The Late Show
- Titre français : Le chat connaît l'assassin
- Réalisation : Robert Benton
- Scénario : Robert Benton
- Photographie : Charles Rosher Jr.
- Musique : Kenneth Wannberg
- Production : Robert Altman, Scott Bushnell et Robert Eggenweiler
- Pays de production : États-Unis
- Format : Couleurs
- Genre : comédie dramatique
- Durée : 93 minutes
- Date de sortie : 
  - États-Unis : 10 février 1977 (New York)
  - France : 28 septembre 1977

## Distribution
- Art Carney (VF : Philippe Dumat) : Ira Wells
- Lily Tomlin (VF : Michèle Bardollet) : Margo Sterling
- Bill Macy (VF : Francis Lax) : Charles 'Charlie' Hatter
- Eugene Roche (VF : Raoul Delfosse) : Ron Birdwell
- Joanna Cassidy (VF : Évelyn Séléna) : Laura Birdwell
- John Considine (VF : Jacques Torrens) : Jeff Lamar
- Ruth Nelson (VF : Héléna Manson) : Mrs. Schmidt
- Howard Duff (VF : René Arrieu) : Harry Regan

## Distinctions
- Prix Edgar-Allan-Poe du meilleur scénario en 1978